# بيلي وليامز (لاعب كريكت)
بيلي وليامز (1 مارس 1887 - 1 يونيو 1966) (بالإنجليزية: Billy Williams)‏ هو لاعب كريكت بريطاني وبريطاني (وحمل سابقاً جنسية المملكة المتحدة لبريطانيا العظمى وأيرلندا).